# Lejskovec polynéský
Lejskovec polynéský (Pomarea dimidiata) je drobný pěvec vyskytující se na Cookových ostrovech.

## Popis
Lejskovec polynéský váží zhruba 22 g a dosahuje délky těla asi 14 cm. Vyznačuje se tím, že jeho peří v průběhu života mění barvu: během prvních dvou let života převládá oranžové opeření, ve třetím roce smíšené šedooranžové opeření a od čtvrtého roku zůstává peří šedobílé.

## Ohrožení
Mezinárodní svaz ochrany přírody (IUCN) považuje lejskovce polynéského za zranitelný druh. Jde o endemita Rarotongy na Cookových ostrovech, přičemž v průběhu 20. století byl tento pták pokládán za vyhubeného, dokud nedošlo ke znovuobjevení populace v neprostupných oblastech na jihovýchodě ostrova. IUCN k roku 2018 pokládá celkovou populaci za vzrůstající, s asi 500 dospělými jedinci, což je důsledkem intenzivních konzervačních akcí. Ty zahrnují mj. vytvoření soukromé rezervace Takitumu ze strany třech místních rodinných klanů roku 1996, snahu eradikovat odtud zavlečené krysy, či vysazení malé populace lejskovců na Atiu v letech 2001–2003, jež má sloužit jako „rezervní“ v případě, že by byla populace z hlavního ostrova postižena přírodní či jinou katastrofou.

## Synonyma
- Lejsek polynéský
- Lejsek rarotonžský
- Kakerori (v místním jazyce)